# Каплунов, Давид Родионович
Дави́д Родио́нович Каплуно́в (род. 22 июля 1934 года, Москва) — советский и российский учёный в области горных наук (комплексное освоение и сохранение недр Земли, разработка месторождений твёрдых полезных ископаемых). Заслуженный деятель науки и техники Российской Федерации (1992), член-корреспондент РАН (1997), лауреат премии Президента РФ в области образования.

## Биография
Родился 22 июля 1934 года в Москве в семье учёного и педагога в области горного дела профессора Родиона Павловича Каплунова (1904—1975).
С отличием окончил Московский горный институт (сегодня Горный институт НИТУ «МИСиС») в 1956 году, получив квалификацию горного инженера. После института работал в горно-химической промышленности. В 1958 году поступил в очную аспирантуру ИГД АН СССР, которую окончил, защитив кандидатскую диссертацию на тему «Исследование системы этажного принудительного обрушения». С 1961 по 1969 год — младший, а затем старший научный сотрудник этого института. В 1969 году был переведён на работу старшим научным сотрудником в сектор физико-технических горных проблем Института физики Земли им. О. Ю. Шмидта АН СССР. В 1977 году, после создания на его базе Института проблем комплексного освоения недр АН СССР (ИПКОН РАН), был избран на должность заведующего лабораторией теории проектирования подземной разработки месторождений при комплексном освоении недр. В настоящее время работает в ИПКОН РАН главным научным сотрудником отдела теории проектирования освоения недр. Руководит выполнением исследований по созданию усовершенствованных методов проектирования основных параметров горнотехнических систем, комплексного освоения и сохранения недр Земли в ходе разработки месторождений твёрдых полезных ископаемых.
В 1980—1990-е годы руководил выполнением ряда крупных научно-исследовательских работ, связанных с региональными и государственными проблемами в области освоения недр. За работу в этот период в 1982 году был удостоен Премии Совета Министров СССР «за исследование и обоснование направлений освоения минерально-сырьевой базы и технического перевооружения подземных рудников и карьеров». В 1991 году удостоен Премии Совета Министров СССР «за разработку и внедрение новых технологий, обеспечивающих снижение потерь в недрах и повышение качества товарной продукции при подземной добыче руд в Криворожском бассейне».
В 1986 году защитил докторскую диссертацию «Определение производственной мощности подземных рудников горнопромышленного региона при техническом перевооружении».
В 1994 году был утверждён председателем секции по проблемам КМА Научного совета РАН по проблемам горных наук, является также заместителем председателя этого совета.
30 мая 1997 года общим собранием Российской академии наук избран членом-корреспондентом РАН по отделению геологии, геофизики, геохимии и горных наук (разработка твёрдых полезных ископаемых).
В 2001 году в составе авторского коллектива стал лауреатом Премии Правительства Российской Федерации за разработку и широкомасштабное промышленное внедрение комбинированных технологий комплексного освоения медно-колчеданных месторождений Урала.
Лауреат премии Президента Российской Федерации в области образования (2001) «за обоснование новых направлений в области образования по рациональному природопользованию на основе интеграции вузовской и академической науки».
В 2013 году назначен председателем экспертного совета по проблемам разработки месторождений твёрдых полезных ископаемых Высшей аттестационной комиссии Министерства образования и науки Российской Федерации.
В результате многолетней работы над проблемой комплексного освоения сверхкрупных месторождений России, в 2015 году в составе авторского коллектива получил Премию Правительства Российской Федерации в области науки и техники «за крупномасштабное промышленное внедрение ресурсосберегающей экологически сбалансированной геотехнологии комплексного освоения месторождений Курской магнитной аномалии».

## Научная и педагогическая деятельность
Д. Р. Каплунов возглавляет «рудную ветвь» горных наук, как фундаментальное направление, созданное его учителем академиком М. И. Агошковым, избранным в АН СССР в 1954 году. Д. Р. Каплуновым на основе развития теоретических методов расчётов в горном деле предложена научная специальность «Теоретические основы проектирования горнотехнических систем», вошедшая в номенклатуру специальностей научных работников по разделу «Науки о Земле». Он более 30 лет руководит в ИПКОН РАН Отделом теории проектирования освоения недр. Результатами научной деятельности Д. Р. Каплунова явилась методология обоснования рациональных способов и параметров подземной и комбинированной разработок рудных месторождений, оптимизации производственной мощности рудников, их технического переоснащения, принципов разработки рудных месторождений в полном цикле комплексного освоения и сохранения недр. Им введено понятие горнотехнической системы как совокупности технологических подсистем добычи полезных ископаемых и соответствующих им горных конструкций во взаимодействии с осваиваемыми участками недр. Создана и используется при проектировании классификация горнотехнических систем, позволяющая выбрать рациональный вариант освоения недр в зависимости от горно-геологических условий разработки.
Д. Р. Каплунов обосновал выбор основных параметров подземных рудников с учетом влияния стабильности качества добываемого сырья не только на показатели добычи, но и последующей его переработки. Им установлены области применения горных технологий и средств механизации с учетом сбалансированного развития горнодобывающей и машиностроительной отраслей. 
Д.Р. Каплунов сыграл важную роль в становлении современных горных наук как системы знаний о техногенном преобразовании недр Земли, их классификации, обосновании нового содержания и задач на перспективу. Им с учениками теоретически обоснована и экспериментально доказана эффективность генерального проектирования рудников, учитывающего все этапы  их развития (открытая, комбинированная, подземная геотехнологии). Доказана необходимость организации замкнутого оборота минерального вещества в пределах горнотехнических систем при переходе от разработки технологий добычи полезных ископаемых к парадигме рационального техногенного преобразования недр в ходе их освоения.
Сфера научных интересов Давида Родионовича включает вопросы стратегического развития горнодобывающих комплексов России с учётом их взаимодействия с окружающей средой. Он автор Концепции государственной стратегии обеспечения экологической безопасности освоения недр, нашедшей широкое общественное признание.
В  ИПКОН РАН Д. Р. Каплуновым было положено начало и под его руководством проведены фундаментальные исследования в ключевых и принципиально новых направлениях развития горных наук:
- заложены научные основы проектирования вновь строящихся и реконструируемых горных предприятий с подземным способом разработки с учётом требований масштаба производства и комплексности освоения недр;
- обоснованы и реализованы методы научного прогноза развития подземных рудников с учётом их периодического технического перевооружения;
- разработан принципиально новый в горных науках подход к проектированию горных предприятий, основанный на выборе параметров горнотехнических систем исходя из совокупности формируемых минерально-сырьевых потоков  в различных сочетаниях их объёмов, назначения и стабильности качества, обеспечивающих заданную производственную мощность на различных этапах существования предприятия;
- развиты методы проектирования горнотехнических систем в части учёта рисков природного и техногенного характера, связанных с реализацией комбинированных геотехнологий;
- впервые реализована идея переноса поверхностной инфраструктуры горного предприятия в подземное пространство. Для этого обоснованы параметры систем разработки с закладкой выработанного пространства передвижными установками.

По совместительству более 40 лет работает профессором Горного института НИТУ МИСиС.

## Семья
Женат, имеет сына, двух внучек.

## Публикации
Автор более 350 научных трудов, среди которых монографии, патенты на изобретения, статьи, научно-популярные издания, очерки и биографии ученых. Наиболее известные среди них:
1. Каплунов Д. Р., Манилов И. А. Стабилизация качества руды при подземной добыче. М.: Недра, 1983. 236 с.
2. Каплунов Д. Р., Болотов В. В. Особенности проектирования подземных рудников в системе комплексного освоения месторождений / под ред. Терпогосов З. А. М.: ИПКОН АН СССР, 1988. 178 с.
3. Каплунов Д. Р. Развитие производственной мощности подземных рудников при техническом перевооружении. М.: Наука, 1989. 263 с.
4. Агошков М. И. и др. Открыто-подземный способ освоения месторождений крепких руд / под ред. Бронникова Д. М. М.: Ротапринт ИПКОН РАН, 1992. 188 с.
5. Каплунов Д. Р. и др. Развитие подземной добычи при комплексном освоении месторождений. М.: Наука, 1992. 256 с.
6. Каплунов Д. Р. и др. Комплексное освоение рудных месторождений: проектирование и технология подземной разработки. М.: ИПКОН РАН, 1998. 383 с.
7. Трубецкой К. Н. и др. Проект концепции государственной стратегии обеспечения экологической безопасности освоения недр // Российская экологическая газета. Зеленый мир. 1999. Т. 99, № 16-17 (310-311). С. 16–18.
8. Каплунов Д. Р., Калмыков В. Н., Рыльникова М. В. Комбинированная геотехнология. М.: Руда и металлы, 2003. 560 с.
9. Каплунов Д. Р., Юков В. А. Геотехнология перехода от открытых к подземным горным работам. М.: Высшее горное образование, 2007. 267 с.
10. Трубецкой К. Н. и др. Комплексное освоение месторождений и глубокая переработка минерального сырья. М.: Наука, 2010. 437 с.
11. Каплунов Д. Р., Рыльникова М. В. Комбинированная разработка рудных месторождений: Учебное пособие. М.: Изд-во «Горная книга», 2012. 344 с.
12. Анфёров Б. А. и др. Состояние и перспективы развития проектов государственно-частного партнерства в контексте комплексного освоения недр. Кемерово: ООО «Сибирская издательская группа», 2015. 331 с.

Научный редактор изданий:
1. Лидин Г. Д., Воронина Л. Д., Каплунов Д. Р. Горное дело: Терминологический словарь. 4-е изд. / под ред. Бронникова (главный редактор) Д. М. и др. М.: Недра, 1990. 694 с.
2. Проблемы комплексного освоения суперкрупных месторождений / под ред. Трубецкого К. Н., Каплунова Д. Р. М.: ИПКОН РАН, 2004. 416 с.
3. Проблемы геотехнологических процессов комплексного освоения суперкрупных месторождений / под ред. Трубецкого К. Н., Каплунова Д. Р. М.: ИПКОН РАН, 2005. 248 с.
4. Проблемы комплексного освоения месторождений стратегического сырья / под ред. Трубецкого К. Н., Каплунова Д. Р. М.: ИПКОН РАН, 2006. 486 с.
5. Проблемы техногенного преобразования недр Земли / под ред. Трубецкого К. Н., Чантурия В. А., Каплунова Д. Р. М.: ИПКОН РАН, 2007. 322 с.
6. Геотехнологическая оценка минерально-сырьевой базы России / под ред. Трубецкого К. Н., Чантурия В.А., Каплунова Д. Р. М.: ИПКОН РАН, 2008. 464 с.
7. Комплексное освоение недр: Перспективы расширения минерально-сырьевой базы России / под ред. Трубецкого К. Н., Чантурия В. А., Каплунова Д. Р. М.: ИПКОН РАН, 2009. 456 с.
8. Лейзерович С. Г. и др. Ресурсовоспроизводящая безотходная геотехнология комплексного освоения месторождений Курской магнитной аномалии / под ред. Каплунова Д. Р. М.: Изд-во «Горная книга», 2012. 547 с.